# Sân bay Agordat
Sân bay Agordat (IATA: HHAG) là một sân bay dân sự ở Agordat, Eritrea.